# Chiesa di Sant'Eligio Maggiore
La chiesa di Sant'Eligio Maggiore è un edificio di culto di Napoli edificato in epoca angioina ed ubicato nel centro storico della città, a ridosso della zona del mercato.

## Storia

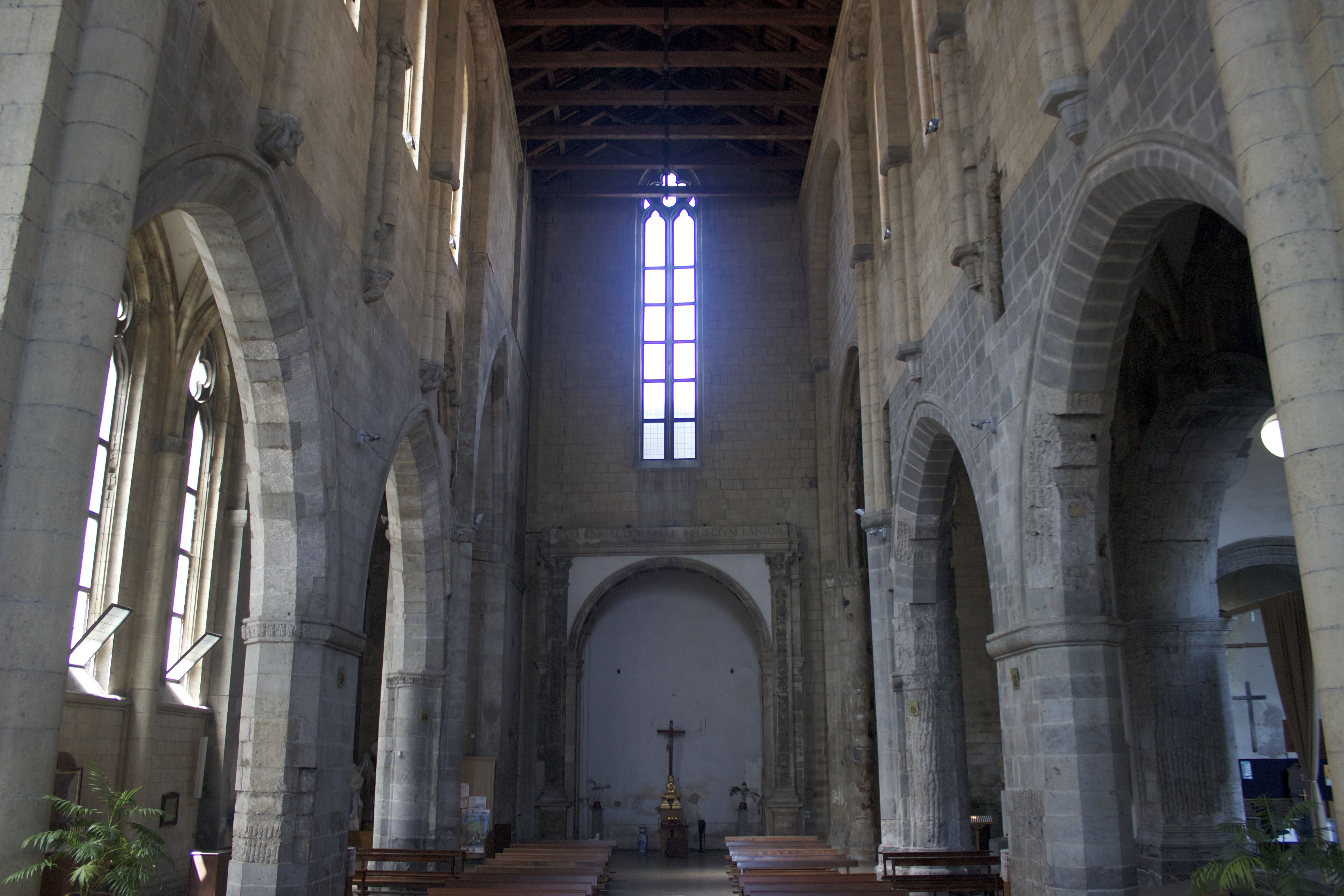
Interno verso la controfacciata

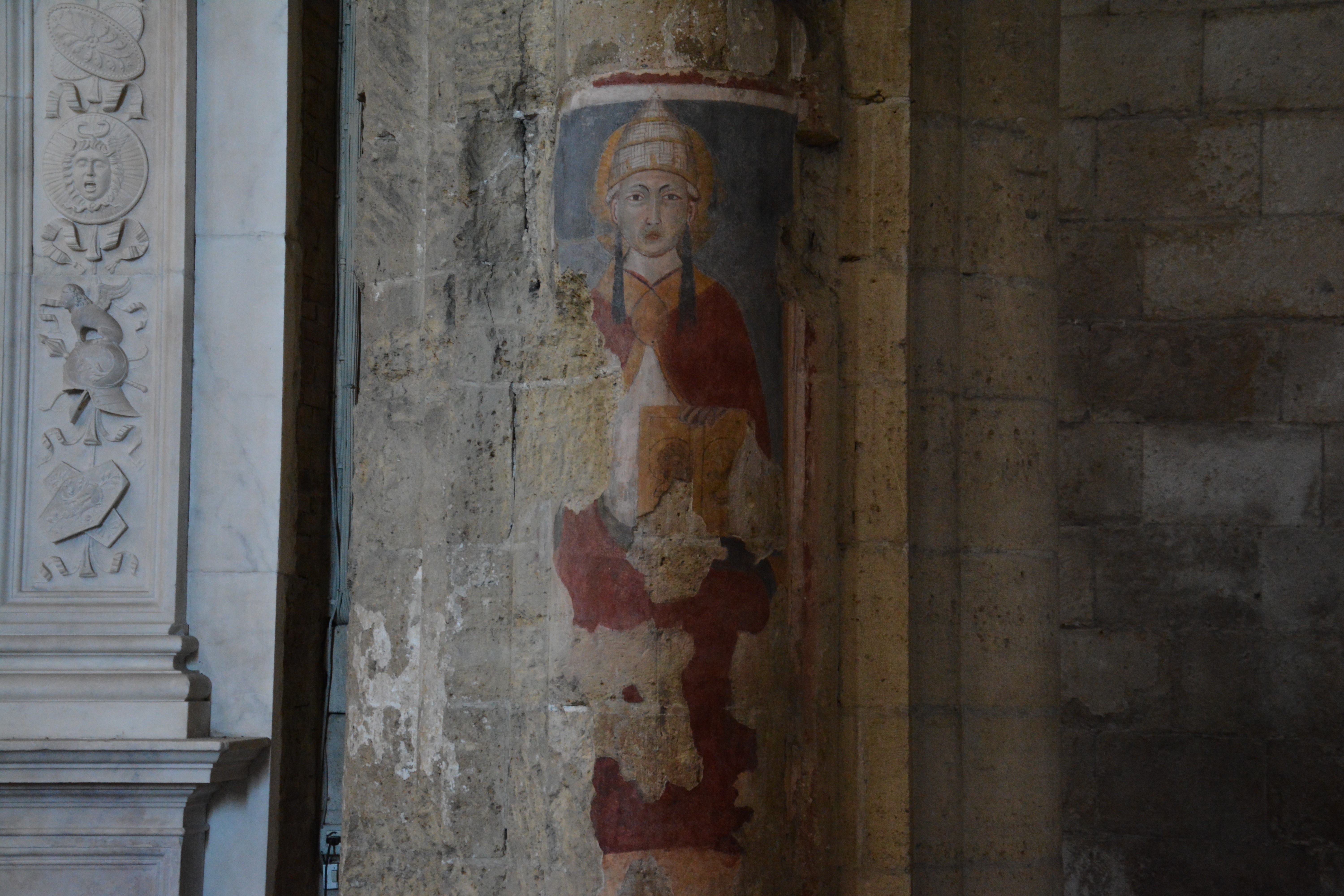
Particolare di un affresco

Nel 1270, su richiesta di tre mercanti francesi, nella zona del Campo Moricin, Carlo I d'Angiò dona appezzamenti di terra per la costruzione dell'ospedale e della chiesa che intitolarono la chiesa ai santi francesi Eligio, Dionigi e Martino (dal 1279 solo Sant'Eligio). La scelta della zona non è casuale, venne scelta per "epurare" il luogo dalla nomea guadagnatasi a seguito del violento avvenimento del 1268 in cui Carlo I d'Angiò decapitò Corradino di Svevia, ultimo pretendente al trono del Regno. L'edificio aveva l'importantissima funzione di dare un luogo di sepoltura ai forestieri, perlopiù francesi e provenzali, che non avevano né famiglia né residenza a Napoli, venuti in Italia come mercanti, soldati, maestranze... Per la sua funzione di ospedale e cimitero venne costruita appena al di fuori della cinta muraria della città.
La chiesa fu affiancata da un ospedale e l'intero complesso godette della protezione e dei privilegi reali, prima sotto Giovanna I d'Angiò e, successivamente, sotto Giovanna II d'Angiò ed Alfonso I d'Aragona.
Nella prima metà del XVI secolo, il viceré spagnolo Don Pedro de Toledo vi fondò l'Educandato femminile, chiamato conservatorio per le vergini, dove le fanciulle erano istruite al servizio infermieristico presso l'annesso ospedale (restaurato tra il 1770 e il 1780 dagli ingegneri Bartolomeo Vecchione e Ignazio di Nardo, che ne progettò la facciata neoclassica su piazza Mercato). Sul finire del XVI secolo alle attività benefiche dell'educandato e dell'ospedale si aggiunse l'attività di banco pubblico.
A questo periodo risalgono i primi interventi sull'edificio di culto con il rifacimento del soffitto operato da Niccolò di Tommaso da Squillace su disegno di Giuliano da Maiano, il posizionamento dell'organo realizzato da Giovanni Francesco Donadio e da Giovanni Mattia nel 1505 e l'inizio della costruzione della cappella dedicata a Sant'Angelo con dipinti di Giovan Paolo de Lupo e Giovanni Antonio Endecenel 1531.
Nel 1836 l'architetto Orazio Angelini trasformò il pregevole soffitto quattrocentesco.
Il complesso monumentale fu colpito e in parte danneggiato da un bombardamento nel 4 marzo 1943 e, alcuni decenni dopo, un restauro riportò il tempio alla primitiva linea gotica, liberandolo degli stucchi apposti nei secoli.

## Struttura e opere

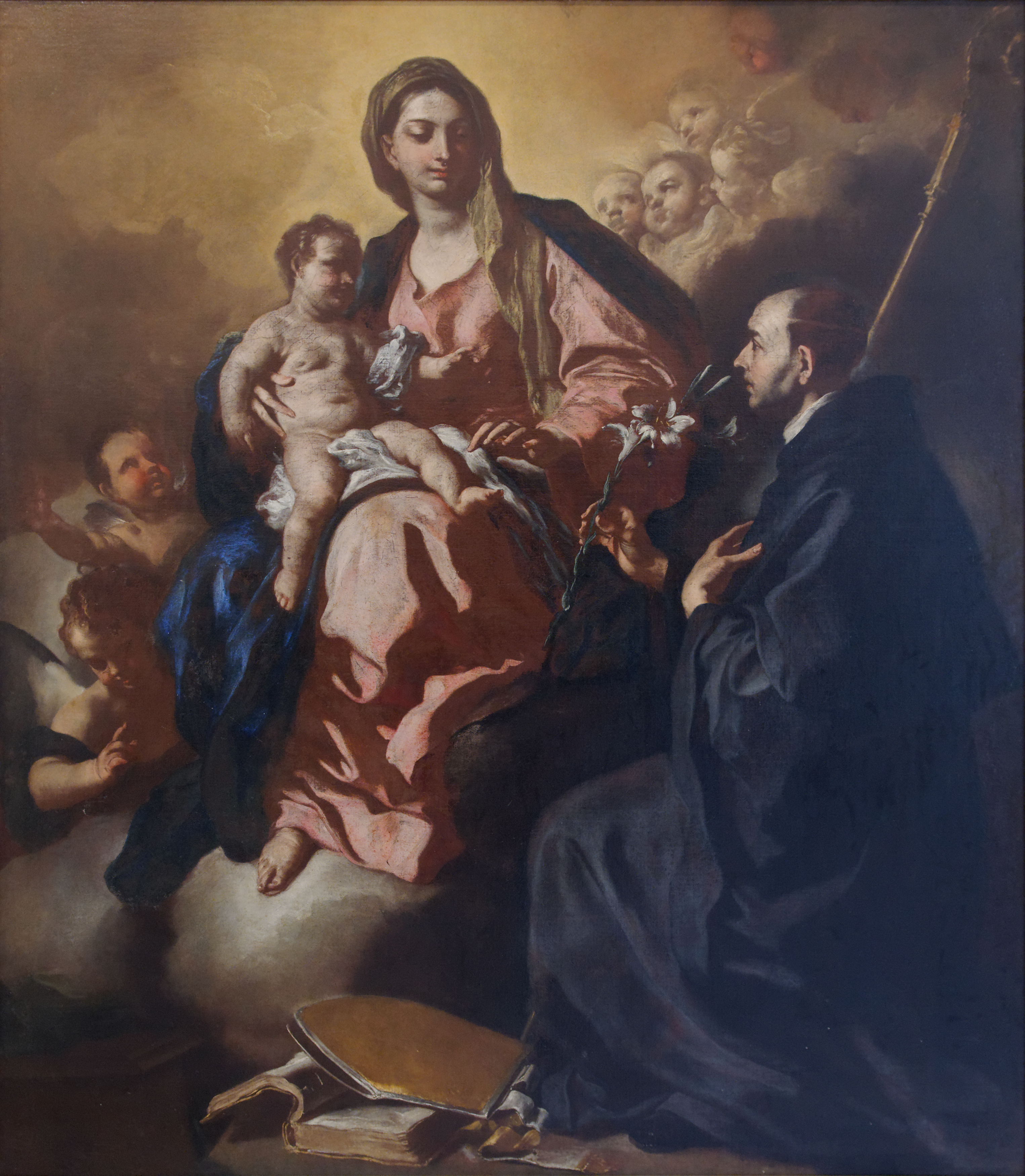
Madonna con Bambino e san Mauro Abate, Francesco Solimena

L'ingresso della chiesa, attraverso il notevole portale strombato di fattura gotica francese, è dal lato destro, essendo perduto alla sua funzione il portale principale a seguito delle stratificazioni strutturali.
L'interno, ormai restituito all'originaria struttura in muratura di tufo giallo e strati di piperno grigio, è indubbiamente elegante e austero.
Tra le opere d'arte che erano presenti nella chiesa vanno annoverate un dipinto di Massimo Stanzione raffigurante i tre santi francesi già menzionati, un dipinto di Cornelis Smet che rappresenta una copia del Giudizio Universale di Michelangelo, ed infine una tela di Francesco Solimena posta nella cappella di San Mauro, ora custodita nel museo civico di Castel Nuovo.
Nell'educandato femminile è inoltre conservata la Madonna della Misericordia dalla faccia tagliata che, secondo la leggenda, avrebbe perso sangue all'altezza di uno sfregio praticato sul volto della Vergine.

## L'arco di Sant'Eligio

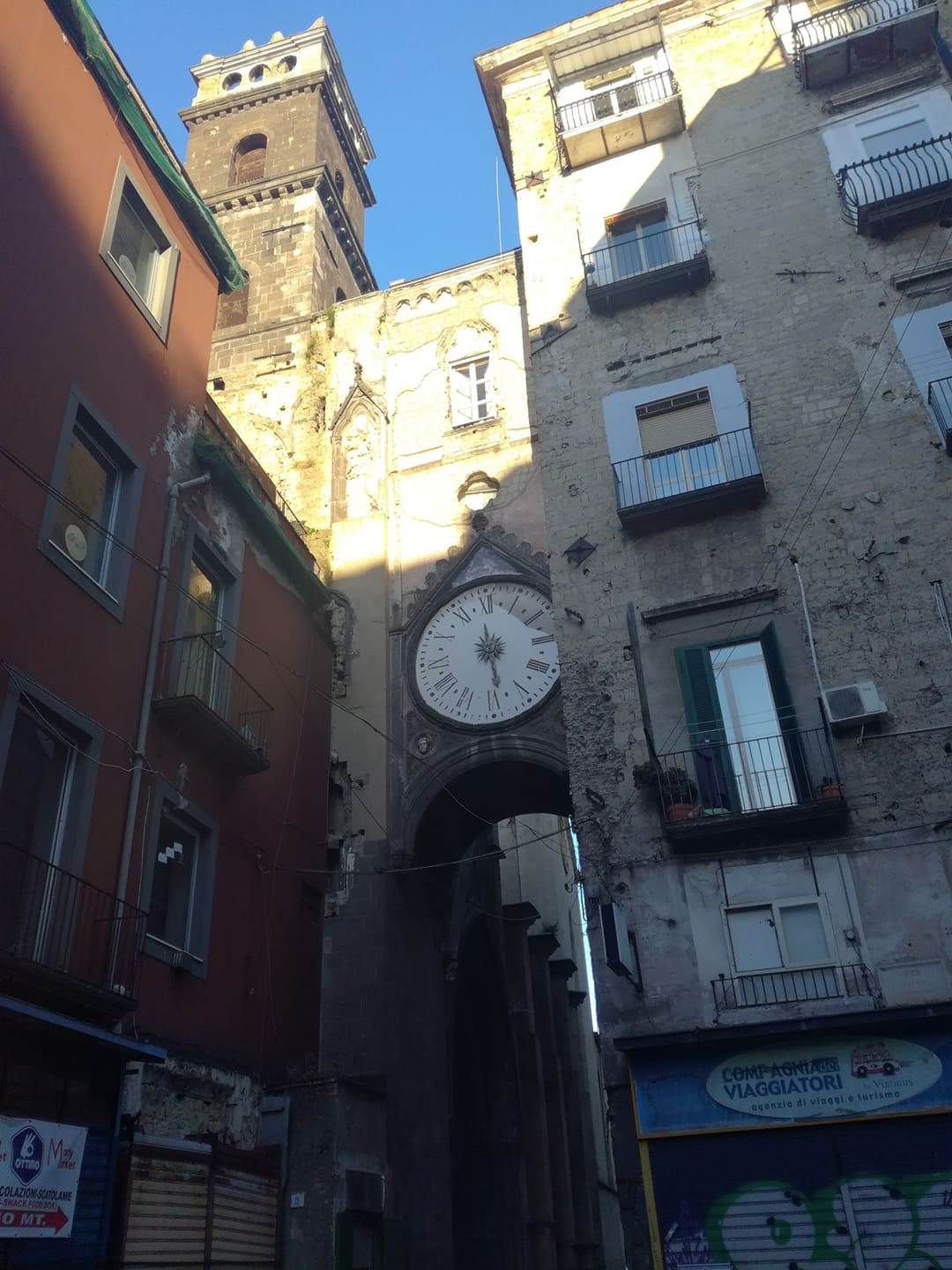
L'arco

Particolare è la leggenda legata all'arco quattrocentesco che si innalza su due piani a collegare il campanile della chiesa con un edificio vicino.
Sul primo piano vi è inserito un orologio, sotto la cui cornice sono rappresentate due testine che raffigurerebbero una giovane fanciulla di nome Irene Malarbi ed il duca Antonello Caracciolo, protagonisti di una leggenda di epoca cinquecentesca narrata anche da Benedetto Croce.
Pare che il Caracciolo, nobiluomo senza scrupoli, innamoratosi della giovane vergine ed impossibilitato dalle resistenze di lei ad averla, fece condannare ingiustamente suo padre chiedendo, in cambio della sua liberazione, la resa della fanciulla ai propositi del duca.
Il padre della sventurata fu effettivamente liberato, ma la famiglia di lei chiese giustizia a Isabella di Trastámara, figlia del sovrano Ferdinando II d'Aragona, ottenendo come condanna lo sposalizio forzato della giovane da parte del Caracciolo e la sua successiva morte per decapitazione.